# 洪在鹤
洪在鹤（韓語：홍재학，1848年？月？日—1881年9月13日），“卫正斥邪”派，朝鲜儒学家、爱国者，曾向朝鲜国王李㷩上疏《日本外交文书》，但是内容不但辱骂黄遵宪、金宏集及李最应，而且有侮蔑国王之语，李㷩下令立即捉拿，以诋毁朝臣及"犯上不道"之罪，判处死刑，并没收全部家产。